# Liste des plages du lac du Bourget
 (septembre 2015).
Si vous disposez d'ouvrages ou d'articles de référence ou si vous connaissez des sites web de qualité traitant du thème abordé ici, merci de compléter l'article en donnant les références utiles à sa vérifiabilité et en les liant à la section « Notes et références ».
Cette liste comprend toutes les plages présentes sur les rives du lac du Bourget, le plus grand lac naturel de France, situé dans le département de la Savoie en région Auvergne-Rhône-Alpes.

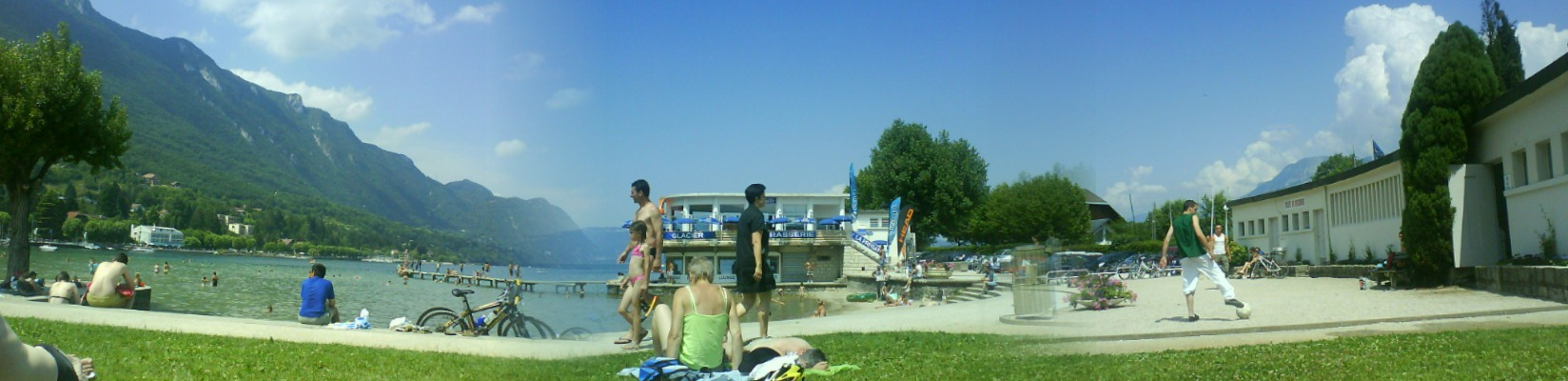
Vue de la plage du Bourget-du-Lac et les rive du lac du Bourget

## Plage du Lido
- Ville : Tresserve
- Qualité des eaux : Voir
- Heure de baignade surveillée : en juillet et août de 13h à 19h
- Aménagements : toilettes, douches, poste de surveillance, ponton ouvert sur le lac
- Parking : oui
- Entrée payante : non
- Activités gratuites : terrain de pétanque
- Activités payantes : matelas et plage privées
- Services : Snack, restaurant, bar
- Informations autres : présence d'un restaurant très agréable avec sa terrasse au ras du lac!

## Plage des Mottets
- Ville : Viviers-du-Lac
- Qualité des eaux : Voir
- Heure de baignade surveillée : en juillet et août de 10h à 19h
- Aménagements : toilettes, douches, poste de surveillance, plage de sable, ponton ouvert sur le lac
- Parking : oui
- Entrée payante : en juillet et août de 10h à 18h (gratuite sur simple présentation du ticket de bus de ligne des plages)
- Activités gratuites : jeux enfants petits et grands, piste de rollers et de skate-board
- Activités payantes : location de pédalos
- Services : Restaurant à proximité, pique-nique et barbecue autorisés
- Informations autres : -

## Plage de l'Ile aux cygnes
- Ville : Le Bourget-du-Lac
- Qualité des eaux : Voir
- Heure de baignade surveillée : -
- Aménagements : -
- Parking : oui
- Entrée payante : oui (camping de l'île aux cygnes)
- Activités gratuites : -
- Activités payantes : -
- Services : Bar-Brasserie
- Informations autres : -

## Plage municipale du Bourget du Lac

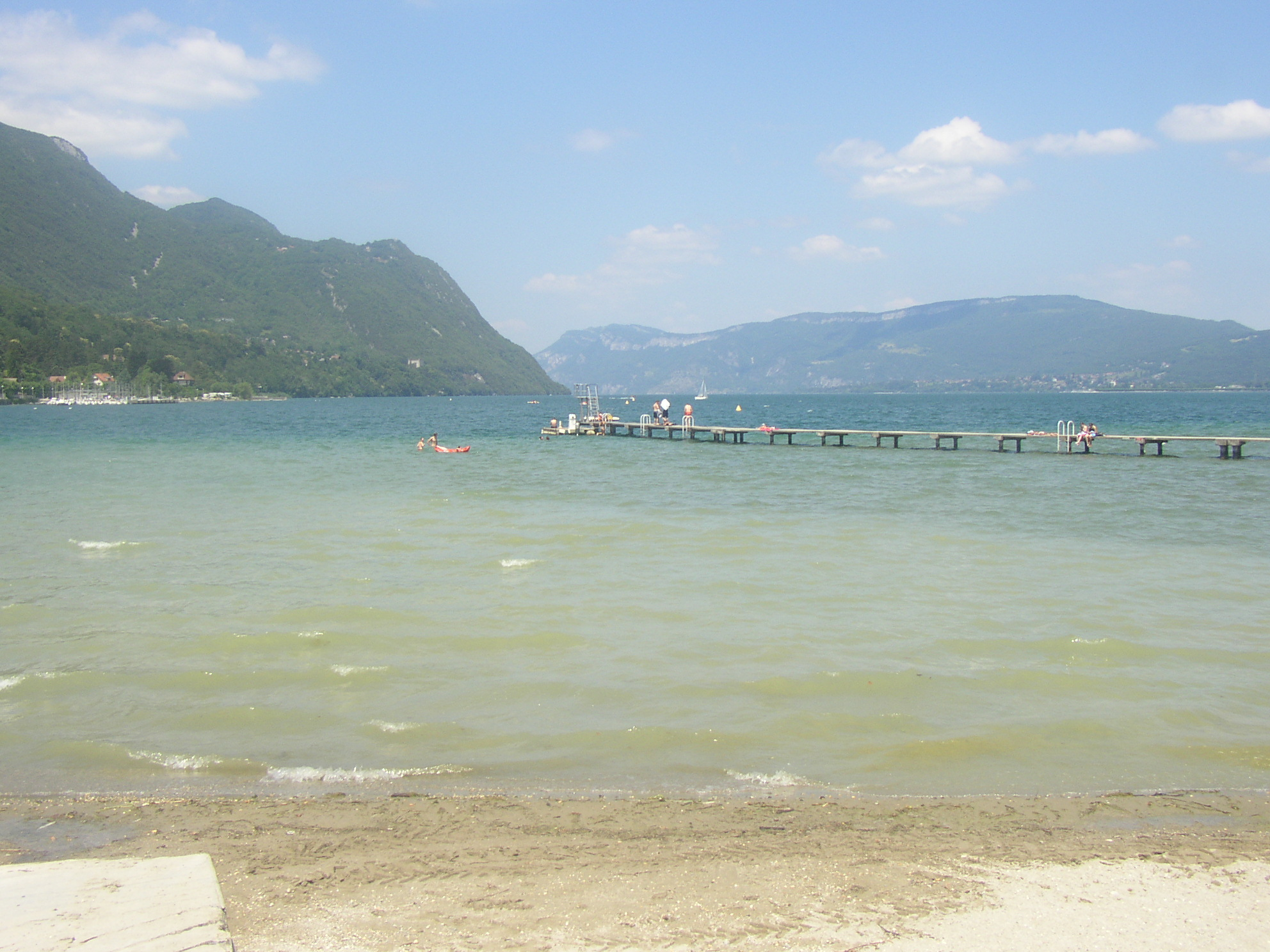
La plage municipale avec à droite son ponton et en face son port de plaisance.

- Ville : Le Bourget-du-Lac
- Qualité des eaux : Voir
- Heure de baignade surveillée : de 10 à 19h
- Aménagements : Toilettes, douches, cabines, plage de sable, plongeoir de 2 m
- Parking : oui
- Entrée payante : oui, en juillet et août de 10h à 18h (se reporter à la grille des prix)
- Activités gratuites : pataugeoire, jeux d'enfants
- Activités payantes : transat et plage privée
- Services : Restauration sur le lac, snack de 10h a 18h, pique-nique autorisé
- Informations autres :

## Plage du Rowing

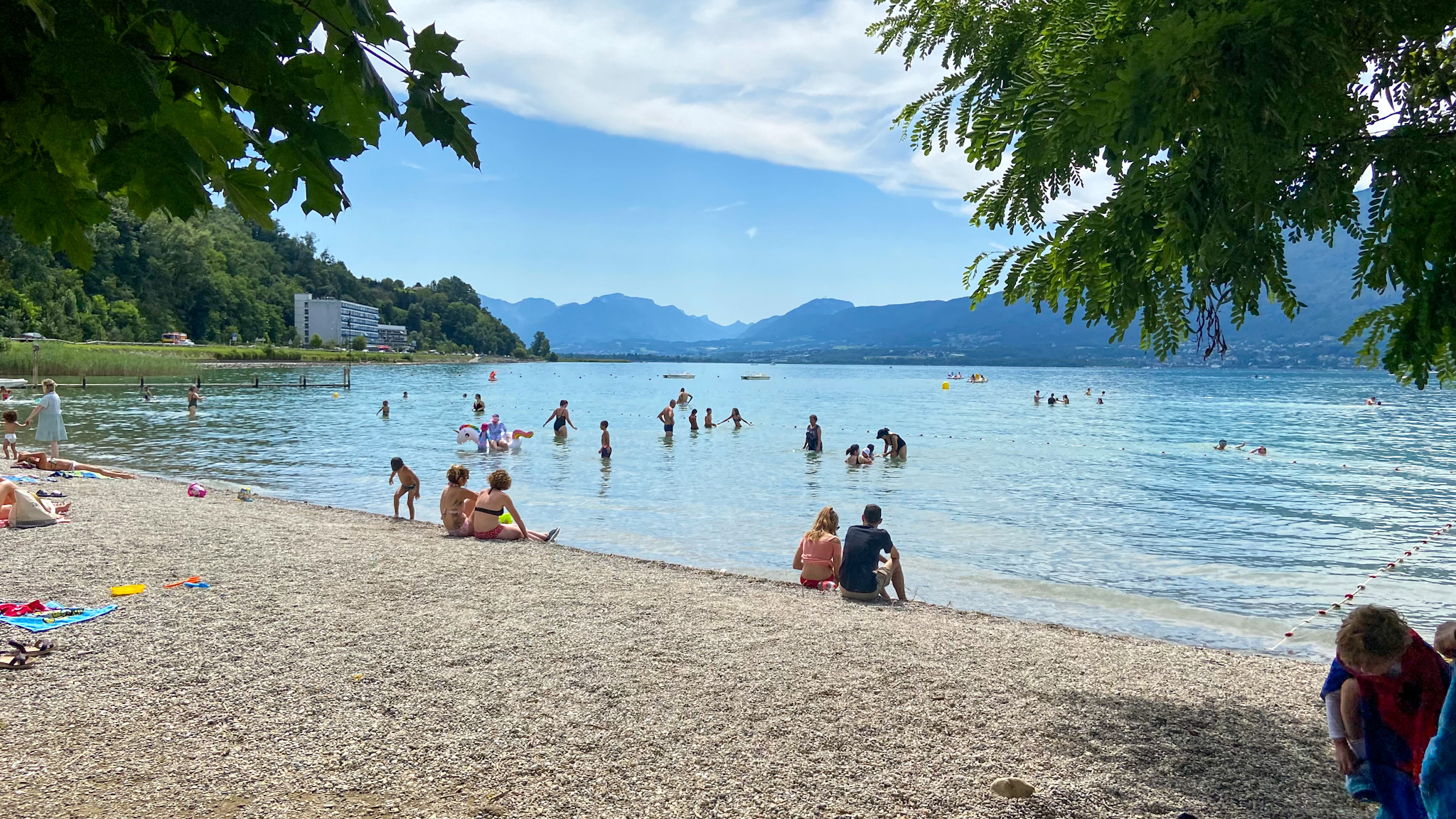
La plage du Rowing à Aix-les-Bains.

- Ville : Aix-les-Bains
- Qualité des eaux : Voir
- Heure de baignade surveillée : de 13h à 19h en juillet et août
- Aménagements : -
- Parking : oui
- Entrée payante : non
- Activités gratuites : -
- Activités payantes : location de pédalos et de canoës
- Services : Restauration à proximité, pique-nique autorisé
- Informations autres : -

## Plage municipale d'Aix les Bains

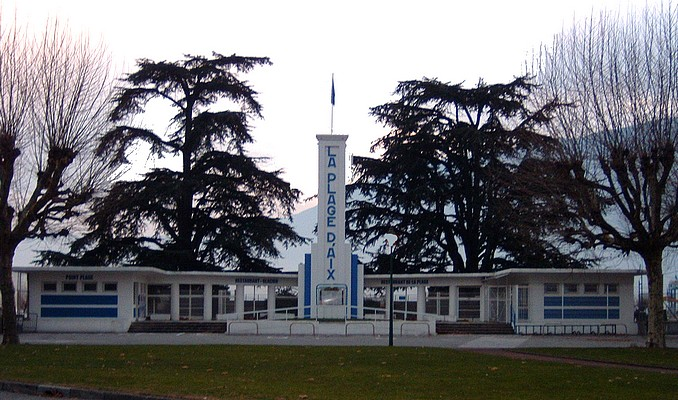
Entrée de la plage publique de style art déco (vue en hiver à la tombée de la nuit).

- Ville : Aix-les-Bains
- Qualité des eaux : Voir
- Heure de baignade surveillée : de 10 à 19h15
- Aménagements : Toilettes, douches, cabines, plage avec toboggans
- Parking : oui
- Entrée payante : oui (accès à la piscine et à la plage)
- Activités gratuites : toboggan aquatique, pataugeoire, jeux d'enfants, terrains de volley, trampolines (incluses dans le droit d'entrée)
- Services : Bar-Restaurant
- Informations autres : -

## Plage de Mémard
- Ville : Aix-les-Bains
- Qualité des eaux : Voir
- Heure de baignade surveillée : de 13h à 19h en juillet et août
- Aménagements : Parc arboré et pelouse
- Parking : oui
- Entrée payante : non
- Activités gratuites : -
- Activités payantes : non
- Services : Restauration à proximité, pique-nique autorisé
- Informations autres : -

## Plage de la Pointe de l'Ardre
- Ville : Brison-Saint-Innocent
- Qualité des eaux : Voir
- Heure de baignade surveillée : en juillet et août de 13h à 19h
- Aménagements : Toilettes, douches
- Parking : oui (payant en saison)
- Entrée payante : oui
- Activités gratuites : aire de jeux, terrains de volley-ball et pétanque
- Activités payantes : location de pédalos, catamarans, canoës, planches à voile
- Services : Restaurant café-concert, pique-nique autorisé
- Informations autres : -

## Plage de Châtillon

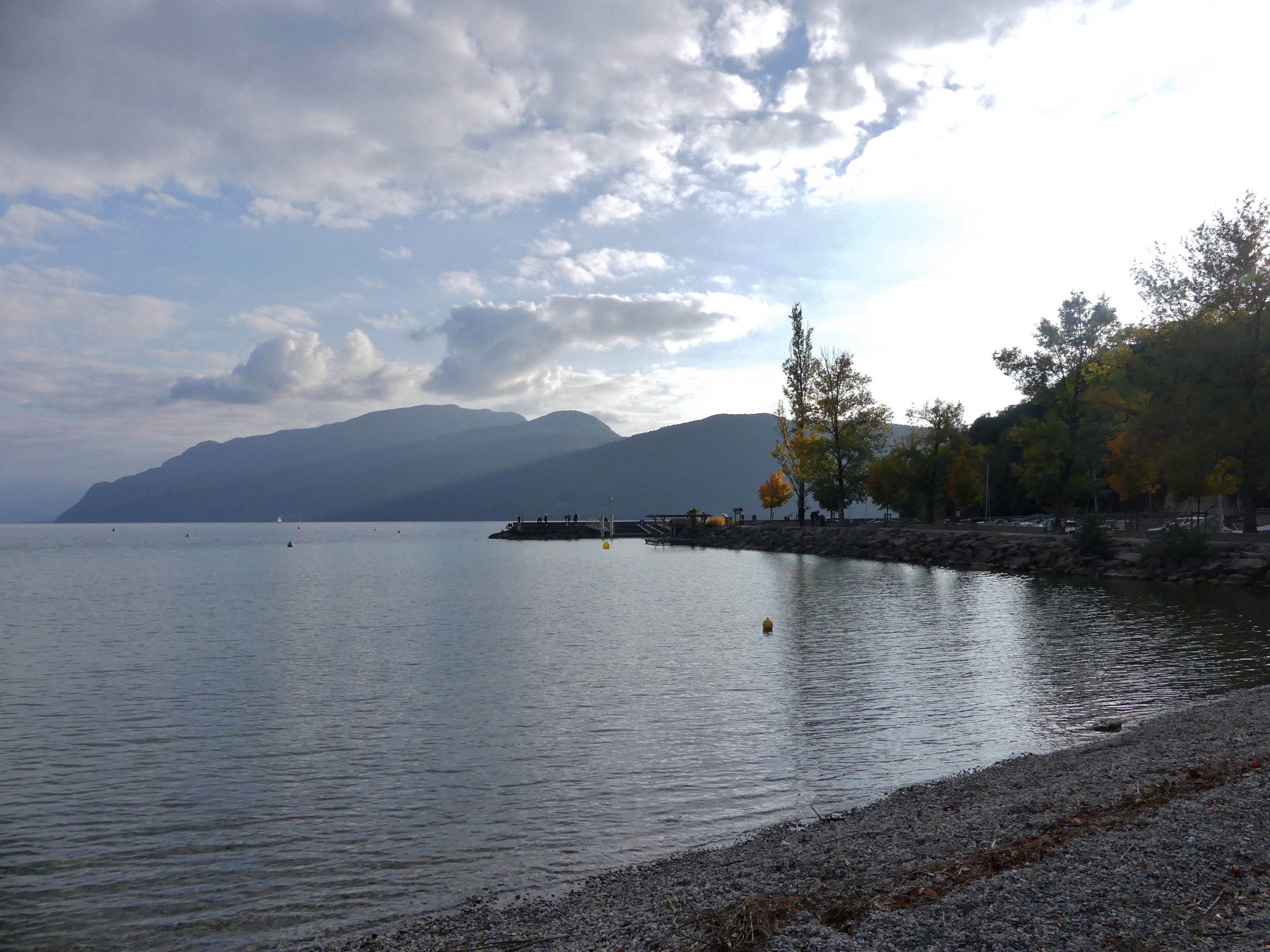
Plage de Châtillon à Chindrieux.

- Ville : Chindrieux
- Qualité des eaux : Voir
- Heure de baignade surveillée : en juillet et août de 13h00 à 19h00
- Aménagements : toilettes, douches
- Parking : oui (payant en saison)
- Entrée payante : non
- Activités gratuites : jeux d'enfants
- Activités payantes : ski nautique, wakeboard (stages), location de pédalos, barques, canoës, skiff, surf bike
- Services : Snack-bar, Restaurant à proximité, pique-nique autorisé
- Informations autres : -

## Plage de la Chatière

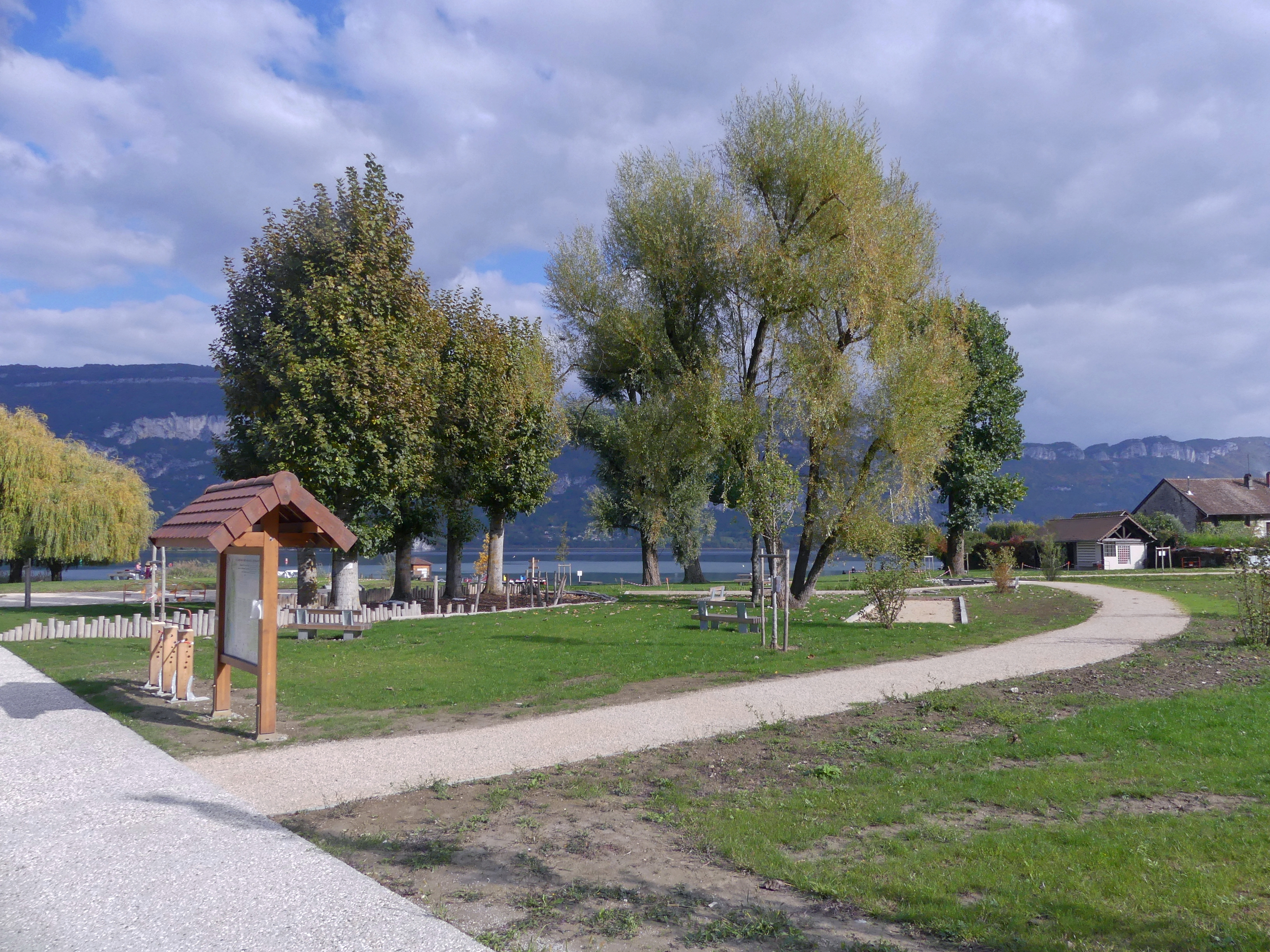
Plage de Conjux.

- Ville : Conjux
- Qualité des eaux : Voir
- Heure de baignade surveillée : en juillet et août de 13h à 19h
- Aménagements : Toilettes
- Parking : oui
- Entrée payante : non
- Activités gratuites : -
- Activités payantes : location de pédalos, canoës, barque, court de tennis
- Services : Bar-Restaurant à proximité, pique-nique autorisé
- Informations autres : -

## Base de loisirs de Chanaz
Chanaz n'est pas à proprement parler sur les bords du lac du Bourget, mais à l'autre bout du Canal de Savières, déversoir naturel du lac dans le Rhône.
- Ville : Chanaz
- Qualité des eaux : -
- Heure de baignade surveillée : -
- Aménagements : Toilettes
- Parking : oui
- Entrée payante : non
- Activités gratuites : jeux d'enfants, stade de foot, terrains de hand/basket/roller-skate à proximité
- Activités payantes : court de tennis
- Services : -
- Informations autres : -

### Lien et document externe
- (fr) Voir - Carte des plages du lac du Bourget sur le site officiel de la Communauté d'agglomération du Lac du Bourget.